# トロフィー (アルバム)
『トロフィー』は、ウルフルズ6枚目のアルバム。
1999年12月8日発売。発売元は東芝EMI。

## 解説
「ホンキーマン」「心」「いくつになっても」のベースは発売当時脱退していたジョン・B・チョッパーによるもの。

## 収録曲
作詞・作曲：トータス松本　編曲：ウルフルズ、藤井丈司
1. ヤング ソウル ダイナマイト[3]
2. メゲメゲ2000
3. ワルツ!
4. 夢
5. このままでいよう
6. ホンキーマン[4]
作詞：トータス松本、ウルフルケイスケ　作曲：ウルフルケイスケ
7. ユーレイ
8. 心[5]
9. A・A・P-FUNK 〜DO-YA,みんな!〜
10. いくつになっても
11. 小・中・高・大 〜トロフィーをかかげよう〜